# Nuoto ai Giochi della XXXIII Olimpiade - 400 metri stile libero femminili
La gara di nuoto dei 400 metri stile libero femminili dei Giochi della XXXIII Olimpiade di Parigi è stata disputata il 27 luglio 2024 presso il Olympic Aquatics Centre alla Paris La Défense Arena.

## Record
Prima della competizione il record del mondo e il record olimpico erano i seguenti:
| Record mondiale | 3'55"38 | Ariarne Titmus Australia  | 23 luglio 2023 Fukuoka, Giappone      |
| Record olimpico | 3'56"46 | Katie Ledecky Stati Uniti | 1 Agosto 2016 Rio de Janeiro, Brasile |

## Risultati

### Batterie
| Pos. | Batterie | Corsia | Atleta                  | Nationalità             | Tempo   | Note |
| ---- | -------- | ------ | ----------------------- | ----------------------- | ------- | ---- |
| 1    | 3        | 5      | Katie Ledecky           | Stati Uniti             | 4'02"19 | Q    |
| 2    | 3        | 4      | Ariarne Titmus          | Australia               | 4'02"46 | Q    |
| 3    | 2        | 5      | Erika Fairweather       | Nuova Zelanda           | 4'02"55 | Q    |
| 4    | 2        | 4      | Summer McIntosh         | Canada                  | 4'02"65 | Q    |
| 5    | 2        | 2      | Jamie Perkins           | Australia               | 4'03"30 | Q    |
| 6    | 2        | 3      | Paige Madden            | Stati Uniti             | 4'03"34 | Q    |
| 7    | 2        | 6      | Maria Fernanda Costa    | Brasile                 | 4'03"47 | Q    |
| 8    | 3        | 6      | Isabel Marie Gose       | Germania                | 4'03"83 | Q    |
| 9    | 3        | 3      | Li Bingjie              | Cina                    | 4'03"96 |      |
| 10   | 3        | 7      | Liu Yaxin               | Cina                    | 4'04"39 |      |
| 11   | 3        | 1      | Waka Kobori             | Giappone                | 4'08"02 |      |
| 12   | 2        | 1      | Valentine Dumont        | Belgio                  | 4'08"25 |      |
| 13   | 3        | 8      | Ajna Késely             | Ungheria                | 4'08"90 |      |
| 14   | 1        | 4      | Leonie Märtens          | Germania                | 4'09"62 |      |
| 15   | 2        | 8      | Anastasija Kirpičnikova | Francia                 | 4'10"32 |      |
| 16   | 3        | 2      | Gabrielle Roncatto      | Brasile                 | 4'10"46 |      |
| 17   | 2        | 7      | Eve Thomas              | Nuova Zelanda           | 4'11"86 |      |
| 18   | 1        | 5      | Agostina Hein           | Argentina               | 4'14"24 |      |
| 19   | 1        | 6      | Anastasiya Zelinskaya   | Uzbekistan              | 4'31"71 |      |
| 20   | 1        | 2      | Natalia Jean Kuipers    | Isole Vergini Americane | 4'33"46 |      |
| 21   | 1        | 3      | Karin Belbeisi          | Giordania               | 4'37"30 |      |

### Finale
| Pos.    | Corsia | Atleta               | Nazionalità   | Tempo   | Note |
| ------- | ------ | -------------------- | ------------- | ------- | ---- |
| Oro     | 5      | Ariarne Titmus       | Australia     | 3'57"49 |      |
| Argento | 6      | Summer McIntosh      | Canada        | 3'58"37 |      |
| Bronzo  | 4      | Katie Ledecky        | Stati Uniti   | 4'00"86 |      |
| 4       | 3      | Erika Fairweather    | Nuova Zelanda | 4"01'12 |      |
| 5       | 8      | Isabel Marie Gose    | Germania      | 4"02'14 |      |
| 6       | 7      | Paige Madden         | Stati Uniti   | 4"02'26 |      |
| 7       | 1      | Maria Fernanda Costa | Brasile       | 4"03'53 |      |
| 8       | 2      | Jamie Perkins        | Australia     | 4"04'96 |      |